# 제3원정수송여단
제3원정수송여단(3d Transportation Brigade (Expeditionary))은 수상정을 운용하고 있는 미국 육군 예비군 제377전구지원사령부의 수송대 여단이다. 버지니아주 포트 벨보어에 주둔하고 있다.

## 역사

### 제2차 세계 대전
최초의 부대는 제3군사철도근무대로서 1942년 10월 15일에 창설되었던 제702철도그랜드사단(702nd Railway Grand Division)를 대채하여 1944년 4월 10일에 창설되어, 사단의 제702, 711, 730철도운영대대, 제754, 762(디젤)레일샵대대를 배속받았다. 태평양 전쟁의 중국-버마-인도 전구 (CBI)에 배치되었고, 싱가포르와 필리핀 등에서 철도를 건설하고 운영하였다.

### 일본 군정기
일본의 항복 직후에는 일본 열도로 제737, 770철도운영대대와 제793기지창중대가 배치되었고, 일본인들은 제3철도운송사령부(일본어: 第三鉄道輸送司令部)라고 불렀다.
제3군사철도근무대는 일본 열도의 모든 철도를 관리하기 위해 도쿄-요코하마에서 니이가타 현까지 도쿄 지부 (Tokyo Division), 기타칸토와 홋카이도는 센다이 지부(Sendai Division), 간사이와 주코쿠, 시코쿠는 오사카 지부(Osaka Division), 오키나와 제도를 담당하는 후쿠오카 지부(Fukuoka Division)를 설립하여 운영하다가, 1949년 6월 1일에 설립된 일본 정부의 공기업인 일본국유철도로 일부 철도를 이관하였다.
1950년 1월 25일 제8010수송철도근무대로 개편되었다.

### 한국 전쟁
한국 전쟁이 발발하자, 8월 25일에 창설된 일본 군수사령부(JLC)로 예속되었고, 제3군수송사철도근무대로 서수가 되돌려졌다. 3rd TMRS는 제714수송철도운영대대와 제764, 제765수송레일샵공작대대를 이끌고 부산에 본부를 두고 부산항을 통해 들어오는 물자를 열차에 싣고 아군에게 날라주었다.
1954년 3월 27일에 제3수송철도사령부로 개편되었고, 1955년 6월 15일에 해산하였다.

### 전쟁 이후
이듬해 1956년 2월 13일 정규군에서 물러나 예비군으로 지정되었다. 미주리주 세인트루이스에서 4월 9일에 재소집되었다가 1976년 12월 31일에 해산하였다.
1978년 10월 1일, 앨라바마주 애니스턴에서 재소집되었다. 1994년 9월 16일에 제3수송국으로 개편과 함께 재조직화되었다.
2015년 10월 27일, 미국 육군 예비군 부대 중에서 첫번째로 수상정(Watercraft)여단으로 개편되었다.

## 편성

### 배속
- 페르시아만 사령부, 1944년 4월 10일
- 제8군, 1946년
- 제2군수사령부, 1950년 6월
- 제311원정지원사령부, 2015년

### 현재
플로리다 주
- 제332수송대대 (터미널)
- 제824수송중대 (Heavy Boat)

메릴랜드 주
- 제359수송대대 (터미널)
- 제203수송중대 (LSV)
- 제949수송중대 (부양정)
- 제464수송중대 (Medium Boat)

노스캐롤라이나 주
- 제824수송중대 (Heavy Boat)

버지니아 주
- 제3원정수송여단 본부 및 본부중대
- 제464수송중대 (Medium Boat)

### 이전
제2차 세계 대전
- 제702수송철도운영대대
- 제711수송철도운영대대
- 제730수송철도운영대대
- 제737수송철도운영대대 - 필리핀
- 제754수송레일샵공작대대
- 제762수송레일샵공작대대 (디젤)

일본 군정기
- 제737수송철도운영대대 - 각지에 파견대를 둠; 1946년 4월 10일 해산
- 제770수송철도운영대대 - 기타간토; 1946년 4월 10일 해산
- 제793기지창중대 - Store duty
- 철도수송국 (Division Transportation Office (DTO))
  - 동부/도쿄 지부 (Tokyo Division) : 도쿄-요코야마 ~ 니이가타
  - 중부/오사카 지부(Osaka Division) : 중부, 중남부 혼슈 ~ 시코쿠 섬
  - 북부/센다이 지부(Sendai Division) : 혼슈 북부 ~ 홋카이도
    - 삿포로 지부 (Sapporo Sub-Division), 9월1일

  - 남서부/후쿠오카 지부(Fukuoka Division) : 남부 혼슈 섬 ~ 큐슈 제도

한국 전쟁
- 제712수송철도운영대대
- 제714수송철도운영대대
- 제724수송철도운영대대
- 제764수송레일샵공작대대
- 제765수송레일샵공작대대

## 기록

### 계보
- 1944년 4월 10일, 3d Military Railway Service (3d MRS)
→제3군사철도근무대
- 1950년 1월 25일, 8010th Transportation Military Railway Service (8010th TMRS)
→제8010수송철도근무대
- 1950년 7월, Headquarters and Headquarters Company, 3d Transportation Military Railway Service (3d TMRS)
→제3수송군사철도근무대, 본부 및 본부중대
- 1954년 3월 27일, Headquarters and Headquarters Company, 3d Transportation Railway Command
→제3수송철도사령부, 본부 및 본부중대
- 1969년 10월 1일, 3d Transportation Command (3rd TRANSCOM)
→제3수송사령부
- 1971년 11월 1일, 3d Transportation Brigade (3d Trans Bde)
→제3수송여단
- 1994년 9월 16일, Headquarters and Headquarters Company, 3d Transportation Agency
→제3수송국
- 2004년 9월, 3d Transportation Command
→제3수송사령부
- 2013년 3월 1일, Headquarters and Headquarters Company, 3d Transportation Brigade
→제3원정수송여단, 본부 및 본부중대

### 전역
| 스트리머           | 내역 |
| ------------------ | --- |
| 유럽-아프리카-중동 | (스트리머에 글귀 없음) |
| 아시아-태평양      | (스트리머에 글귀 없음) |
| 한국 전쟁          | - UN 방어 - UN 공세 - CCF 개입 - 첫번째 UN 반격 - CCF 춘계 공세 - UN 하계-추계 공세 - 두번째 한국의 겨울 - 한국, 하계-추계 1952년 - 세번째 한국의 겨울 - 한국, 하계 1953년 |

### 스트리머
| 스트리머                  | 내역                                                             | 명령서                                           |
| ------------------------- | ---------------------------------------------------------------- | ------------------------------------------------ |
| 육군 공로부대표창         | 일본, 1945년 9월 2일 ~ 1946년 9일 2일                            | 제8군 일반명령 제6호, 1947년 3월 1일             |
| 육군 공로부대표창         | 한국, 1950년 8월 24일 ~ 7월 9일 1950년 7월 9일 ~ 1951년 3월 31일 | 제3수송군군사철도대, 육군부 일반명령 제52-33호   |
| 육군 공로부대표창         | 한국, 1951년 4월 1일 ~ 1952년 8월 21일                           | 제3수송군군사철도대, 육군부 일반명령 제53-호     |
| 육군 공로부대표창         | 한국, 1952년 8월 22일 ~ 1953년 8월 30일                          | 제3수송군군사철도대, 육군부 일반명령 제54-11호   |
| 육군 공로부대표창         | 한국, 1953년 5월 1일 ~ 1954년 2월 28일                           | 제3수송철도사령부, 육군부 일반명령 제54-46호     |
| 육군 공로부대표창         | 이란                                                             |                                                  |
| 대한민국 대통령 부대 표창 | 한국, 1950년 ~ 1952년                                            |                                                  |
| 대한민국 대통령 부대 표창 | 한국, 1952년 7월 11일 ~ 1953년 10월 1일                          | 제3수송군군사철도대, 육군부 일반명령 제1954-24호 |

## 같이 보기
- 이용식 - 3rd TMRS 통역관, 훗날 한국철도청 차장 청장이자 대우사장

## 참고

### 인용
1. ↑  Angele Ringo (2015년 10월 27일). “Army Reserve activates first watercraft brigade” (영어). 2017년 2월 18일에 확인함.[깨진 링크(과거 내용 찾기)]
2. ↑  “General Orders No. 33” (PDF). 1952년 3월 31일. 6쪽. 2019년 12월 24일에 원본 문서 (PDF)에서 보존된 문서. 2019년 12월 25일에 확인함.
3. ↑  “General Orders No.  19” (PDF). Washington D.C.: Departmet of The Army. 1953년 2월 19일. 1쪽. 2019년 12월 8일에 원본 문서 (PDF)에서 보존된 문서. 2019년 12월 25일에 확인함.
4. ↑  “General Orders No.  11” (PDF). Washington D.C.: Departmet of The Army. 1954년 2월 12일. 2쪽. 2019년 12월 24일에 원본 문서 (PDF)에서 보존된 문서. 2019년 12월 25일에 확인함.
5. ↑  “General Orders No. 46” (PDF). Washington D.C.: Departmet of The Army. 1954년 6월 23일. 1쪽. 2019년 12월 24일에 원본 문서 (PDF)에서 보존된 문서. 2019년 12월 25일에 확인함.
6. ↑  “General Orders No. 24” (PDF) (영어). Department of United States Army. 1954년 3월 31일. 2019년 1월 26일에 원본 문서 (PDF)에서 보존된 문서. 2013년 7월 9일에 확인함.

### 자료
- Dave Kaufman. “3rd TMRS in Japan, 1946-50” (PDF) (영어). 2017년 2월 19일에 확인함.
- 中村光司. 《知られざる連合軍専用客車の全貌》 (일본어). 2017년 2월 19일에 확인함.
- “U.S. Army Transportation Museum: RAIL IN KOREA – Early Difficulties” (영어). 미국 육군 수송 박물관. 2016년 12월 3일에 원본 문서에서 보존된 문서. 2017년 2월 19일에 확인함.
- “Headquarters and Headquarters Company, 3d Transportation Agency”. 《patriotfiles.com》 (영어). 2016년 11월 27일에 원본 문서에서 보존된 문서. 2017년 2월 19일에 확인함.